# Literatura jasídica

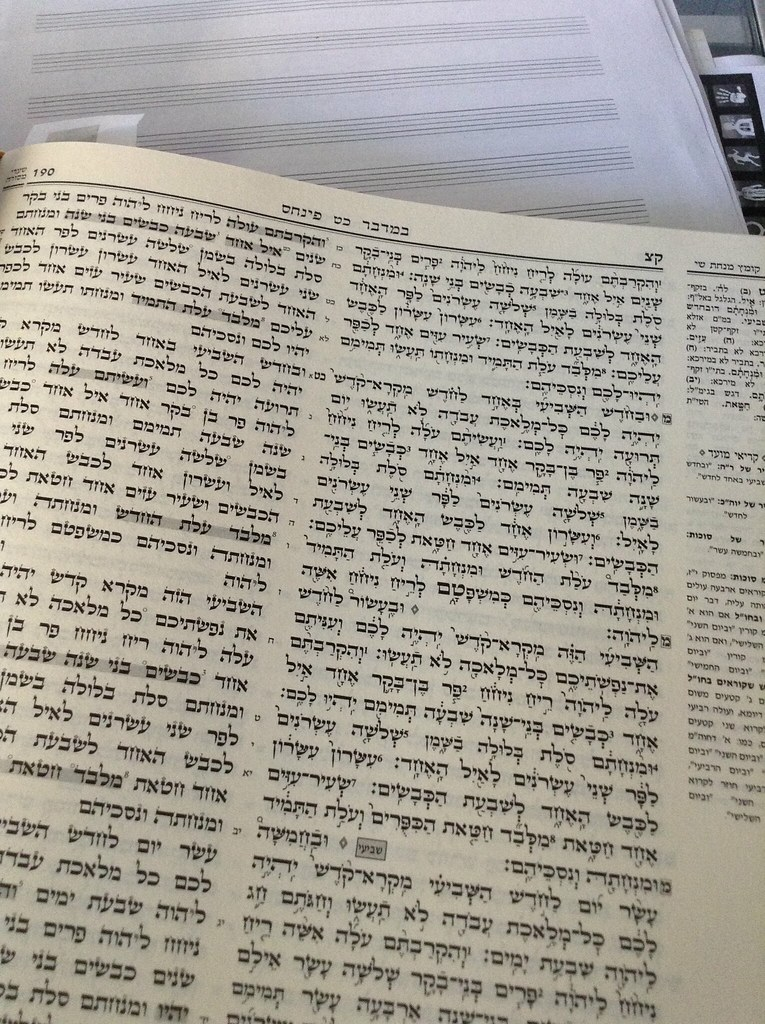
Imagen de la Toráh

La literatura jasídica es un tipo de literatura pedagógica y religiosa desarrollada por los maestros pietistas que tratan de enseñar y transmitir las doctrinas jasídicas.

## Movimiento jasídico
El movimiento jasídico promueve la idea de tener siempre presente a Dios en todos los aspecto de la vida a través de la oración y alegres cánticos. Este movimiento integración total de la espiritualidad en la vida de los judíos creció rápidamente sobre todo en Europa, además fue una de las últimas revoluciones espirituales del pueblo judío, ya que en este movimiento se pudo aunar una nueva sentimentalidad religiosa con un tipo de comunidad y autoridad para ofrecer a la comunidad una forma de religiosidad y realización espiritual capaz de transformar su vida 
Este movimiento religioso generó un gran caudal de literatura religiosa muy influenciada por la mística cabalística, que aunque en principio se desarrollaba de forma oral pronto pasó a perpetrarse sobre el papel para poder difundirlas de forma exacta y evitar que estas enseñanzas puedan ser tergiversadas por movimientos contrarios al jasidismo como fue la haskalá.

## Cuatro grupos principales de literatura jasídica

### Drashot
Recoge las enseñanzas de la Toráh de diferentes maestros y en sus comienzos eran escritos tras su memorización en el Shabat, que tras éste, el texto se escribía, revisaba y editaba. El primer texto del que se tiene constancia de su publicación fue Toldot Yaakov Yosef, en 1780, por el discípulo del Baal Shemtov, Yakov Josef de Polnoye.
Ejemplos claros de esta literatura Drashot, basada en comentarios y discusiones sobre la Toráh fuertemente influenciados por la mística cabalística son:
1. Los libros Noam Elimelej del Rabino Elimelej de Lizhensk
2. Kedushat Levi del Rabino Levi Itsjac de Berditchev y
3. Ohev Israel del Rabino Abraham Yehoshua Heshel de Apt son ejemplos de comentarios a la Toráh (o Pentateuco), de los primeros maestros jasídicos, y muestran una fuerte influencia mística.

### Hanhagot
Como hemos dicho, el movimiento jasídico se basaba en la idea de tener a Dios presenta en cada aspecto de la vida de las personas y en los Hanhagot se establecían modelos de vida espiritual. Cada Rebbe hacía énfasis en un aspecto concreto de la vida y cómo acercarlo a Dios. En su mayoría suelen ser textos que enseñan normas de conductas correctas o devocionales y cómo vivir las experiencias de la vida espiritualmente.
Ejemplo claro de literatura Hanhagot es el libro Likuté Moharan del Rabino Najman de Breslav, que habla del sistema cabalístico formulado por este rabino, donde enfatiza la alegría como experiencia religiosa.

### Sipurim y relatos de vida
La narrativa siempre ha sido y será un fuerte vínculo para transmitir una explicación de la realidad, por eso se escogió esta forma, entre otras, para poder enseñar la doctrina jasídica.
Los relatos de vida son importantes en los movimientos religiosos y normalmente este espacio se reserva a personajes importantes de la tradición donde se puede ver cómo han superado grandes dilemas morales y se pueden apreciar las luchas internas y externas por actuar de una forma coherente con las reglas que Dios impone e incluso milagros que son capaces de generar.
Este tipo de cuentos son famosos más allá de la cultura jasídica donde las enseñanzas morales, éticas y religiosas han sido base  para otras culturas religiosas y espirituales como el cristianismo y la sociedad europea y americana. 
Martin Buber (1878-1965) dedicó gran parte de su vida y obra a recopilar gran parte de la tradición y enseñanzas de estos cuentos para luego recrearlos y adaptarlos.

### Obras filosóficas
Estas obras responden a la necesidad de un desarrollo filosófico que justifique, defina y sostenga el movimiento jasídico. De forma que pueda presentar una defensa del mismo ante los opositores del movimiento jasídico que surjan.

## La literatura jasídica en la actualidad
Desde el principio, los cuentos jasídicos se han ido adaptando a las diferentes situaciones históricas a las que el pueblo judío tenía que hacer frente para sobrevivir y como muestra de ello tenemos los cuentos jasídicos del Holocausto de Yaffa Eliach
En la actualidad, la literatura jasídica se sigue cultivando, aunque la actualidad y los diferentes medios de comunicación dan lugar a una difusión de interpretaciones enormes, creando un prisma infinito de comentarios, visiones y lecturas.
Como ejemplo de ello tenemos los cuentos jasídicos de Woody Allen, que se publicaron en la revista letras libres junto con una guía explicativa.

## La haskalá, un movimiento contrario al jasidismo
Aunque no es un movimiento estrictamente literario, hay escritores que entran dentro de esta corriente y escriben en hebreo. La haskalá es un movimiento político y cultural en las comunidades judías que se remonta al siglo XVII con Spinoza.
Movimiento literario con poetas y narradores que vuelven a reivindicar el hebreo como lengua literaria y no solo como lengua de estudio. Este movimiento se corresponde con la ilustración. Es un proceso más que largo y complejo, es un proceso intelectual, social y cultural con muchas consecuencias en el ámbito político y las comunidades judías. Este movimiento, según algunos investigadores se remonta a las teorías del por el filósofo Spinoza en el S. XVII. 
Spinoza, como filósofo de la religión es el primero en cuestionar el papel que tradicionalmente tiene la biblia en la cultura Europea porque aborda la crítica textual y propone un método de acercamiento al texto bíblico desde la razón. Precursor del nuevo modelo de acercamiento que en cierta forma pone las bases de la biblia vista como texto literario.
En su novedosa visión de la filosofía de la política apoya la creciente separación de lo religioso y lo secular y comienza a verse el sistema de la democracia como la mejor forma de gobierno. Por esta visión política de la sociedad se le considera importante precursor de este movimiento que es el Haskalah. 
Entre los años 1781 – 1881 tenemos de trasfondo la ilustración europea. La razón como luz guiadora del hombre. Estos intelectuales proponen abandonar los moldes religiosos tradicionales y sociales que encadenan al hombre, y con la razón como arma tratan de librarse de todo este mundo de mitos y tradiciones religiosas que arrastran de su pasado. Las ideas de la ilustración tienen mucha fuerza en el mundo judío. Por lo que tienen que romper con la lengua del gueto (hebreo) y de los saberes judíos tradicionales para abrirse a otros oficios y saberes. Los judíos que se integran en el movimiento ilustrado reciben el nombre de maskilim (los ilustrados). La idea es que la razón debe de guiar al hombre nuevo.
La llegada de la razón como medida de las cosas y principio de autoridad supone un cambio completo de cómo entender el judaísmo, ahora se está postulando un hombre y una mujer judía completamente diferente y deben romper los límites de la educación, en todos los sentidos, que hasta ahora había tenido. En este momento se están creando naciones y este es un movimiento muy optimista en cuanto a que está convencido que dejándose guiar por la razón pasará las fronteras. Se les reconoce a los judíos como ciudadanos de pleno derecho, se les anima a los judíos a salir de sus guetos y a participar de la vida del país.